# JNN発 列島ニュース
JNN発 列島ニュース（ジェイエヌエヌはつ れっとうニュース）は、TBSニュースバード→TBS NEWSで月曜日から金曜日夜に放送されていた番組である。

## 概要
2009年4月1日から放送開始。前日の3月31日まで放送された『JNNイブニング』（リピート放送）の後番組となる。
2021年3月26日をもって放送終了。

## 放送時間
月曜日 - 金曜日
1. 20:30 - 21:00（JST、以下略）
2. 22:30 - 23:00（再放送）

- 但し、SAMURAI BASEBALL放送時や、緊急・重大ニュース発生時などは、休止になる場合がある。
- 2018年3月をもって、22時30分の「リピート放送」が終了したが、2020年1月6日から再開した。
- MCは当日のイブニングニュース、ナイトニュースを担当する夜番担当キャスターが務めている。

## 内容
JNN加盟各局で平日の夕方に放送されたローカルニュースから、一部をダイジェストで時差放送。放送形態としては、かつて日テレNEWS24で放送された『ウォッチ・ザ・にっぽん列島』に近い。
- 北から南の順番で放送される。一部放送局が割愛される日もある。

| 放送局        | 番組名（2020年10月改編時点） | 対象地域       |
| ------------- | ---------------------------- | -------------- |
| HBC北海道放送 | 今日ドキッ!                  | 北海道         |
| tbc東北放送   | Nスタみやぎ                  | 宮城県         |
| BSN新潟放送   | BSN NEWS ゆうなび            | 新潟県         |
| SBC信越放送   | SBCニュースワイド            | 長野県         |
| SBS静岡放送   | LIVEしずおか                 | 静岡県         |
| CBCテレビ     | チャント!                    | 中京広域圏     |
| MBS毎日放送   | よんチャンTV                 | 近畿広域圏     |
| RSK山陽放送   | RSKイブニングニュース        | 岡山県・香川県 |
| RCC中国放送   | イマナマ!                    | 広島県         |
| RKB毎日放送   | タダイマ!                    | 福岡県         |

- 番組名に『列島ニュース』が付されているが、『ウォッチ・ザ・にっぽん列島』（前述）や『BS列島ニュース』（NHK BS1）では放送されている首都圏のニュースは原則として放送しない。また、上記以外の放送局のニュースは扱わない。
- 2009年4月から半年間、23時台に放送された『JNN特選ドキュメンタリー』内23:45頃から放送された『Last 10Minute』で、当日の列島ニュースから1項目を選んで『列島ベストセレクション』として再々放映されることもあった。

## その他
- 2009年5月6日の放送で、TBCの『総力報道!THE NEWS TBC』が流れるはずだったが、HBCの『総力報道!THE NEWS HBC』が連続で流れる事故が発生。
- 2010年3月29日から2013年9月27日まで番組タイトルの｢JNN｣が正式なロゴで表示されていた。
- 2014年7月23日の再放送は放送休止となった。但し、EPGでは当番組名のままだった。